# منتخب صربيا لكرة القدم الشاطئية
منتخب صربيا لكرة القدم الشاطئية هو ممثل صربيا الرسمي في المنافسات الدولية في كرة قدم شاطئية
، يديريه اتحاد صربيا لكرة القدم.